# Национални конвент о Европској унији
Национални конвент о Европској унији представља платформу у оквиру које се води структурирана дебата представника државне администрације Србије, политичких партија, невладиних организација, стручњака привреде, синдиката и професионалних организација, о приступању Србије Европској унији. Оно представља посебно тело за сарадњу Народне Скупштине Републике Србије и цивилног друштва у процесу приступних преговора.
Званично постоји од 2006. године када је пратио ток преговора о Споразуму о стабилизацији придруживању, а данас прати различите теме у процесу придруживања Србије Европској унији. Национални конвент има више од 700 чланица.
Модел конвента је преузет из Словачке који функционише од 2001. године.
Сваке године издаје „Књигу преговора Националног конвента о Европској унији“ која садржи препоруке и мишљења на Преговарачке позиције за појединачна поглавља.

## Структура
Структура Националног конвента је следећа: 
- Програмски савет – састављен је од координатора свих Радних група којим руководи координатор Националног конвента о Европској унији. Састаје се једном месечно и стратешки планира и усмерава активности Конвента;
- Радне групе – тематски прате структуру Преговарачких радних група за преговоре са ЕУ. Састоје се од 25-30 представника невладиних организација, привреде, синдиката, института, професионалних организација, локалних самоуправа, медија и других заинтересованих група. Она дефинише посебне теме заседања, предлаже експерте, гостујуће предаваче и саговорнике у договору са члановима и одговарајућом Преговарачком групом, Канцеларијом за европске интеграције, Преговарачким тимом, и другим релевантним институцијама. Тренутно има 23 радне групе и једна подгрупа.
- Ужи стручни тим – прати теме од значаја за сва преговарачка поглавља, пружа аналитичку подршку раду Раних група Конвента и омогућује њихово међусобно повезивање . Области које ове радне групе покривају су: уставна питања, имовинска права, сиромаштво са посебним освртом на енергетски дефицит, просторно и урбано планирање, економски и регионални развој, заједничко тржиште и спољнотрговинска политика ЕУ;
- Секретаријат - представља административно тело, а ту улогу има Европски покрет у Србији.

## Начин рада
Влада Републике Србије води званичне преговоре, док Национални конвент квалитативно доприноси том процесу. Национални конвент заседа на Пленарним седницама, Седницама радних група и доноси Закључке и преговоре.
Пленарне седнице се организују једном годишње у сарадњи са Народном скупштином с циљем да се што више обавести јавност Србије у читав ток процеса преговора и приступања Србије, као и да би се оценио напредак Србије.
Седнице радних група прате процес и динамику преговора у складу са процесом консултације Народне скупштине са цивилним друштвом. Известилац из Владе, одговарајуће Преговарачке групе или преговарачког тима је присутан на свакој седници радне групе Националног конвента, док координатор одређене групе модерира његову расправу са члановима групе. Седнице се одржавају у Народној Скупштини , а повремено и ван Београда.
Национални конвент даје оддређене приговоре, преопруке, коментаре и прилоге у изради преговарачких позиција Србије. Свака група ће своје предлоге и закључке прослеђује Председнику Координационог тела, ресорном Министру и председавајућем Преговарачке групе, Министру за ЕУ, Главном преговарачу, председнику Одбора за европске интеграције.

## Сарадња са властима у Србији
Национални конвент сарађује пре свега са Одбором за европе интеграције Народне скуптине републике Србије, Владом Републике Србије и преговарачког тима Републике Србије. На седници Одбора за европске интеграције Народне Скупштине Републике Србије 4. јуна 2014. године донета је одлука у којој се између осталог дефинише и сарадња тог одбора са Националним конвентом. У тачки четири се навод да Одбор за европске интеграције је у обавези да пре разматрања преговарачке позиције обавезно разматра предлоге, прилоге и препоруке представнике Националног конвента о европској интеграцији Србије.
Влада републике Србије је августа 2015. године донела „Закључак којим се усмерава и усклађује рад органа државне управе у поступку израде преговарачких позиција у процесу преговора о приступању Републике Србије Европској унији“ у којем се наводи следеће: „У току припреме преговарачких позиција, преговарачка група консултује заинтересовану јавност, посредством Националног конвента о Европској унији, односно Привредне коморе Србије, у складу с прописима и међународним споразумима којима се уређује заштита тајних података и приступ тајним подацима.“
Такође, одлуком Владе Републике Србије о образовања преговарачког тима за вођење преговора из исте године се такође дефинише сарадња са Националним конвентом: Преговарачки тим на иницијативу и посредством Националног конвента о Европској унији, односно Привредне коморе Србије информише заинтересовану јавност о току, садржају и битним документима у преговорима о приступању у складу са прописима и међународним споразумима којима се регулише заштита тајних података и приступ тајним подацима.“